# Dryopteris knoblochii
Dryopteris knoblochii är en träjonväxtart som beskrevs av Alan Reid Smith. Dryopteris knoblochii ingår i släktet Dryopteris och familjen Dryopteridaceae. Inga underarter finns listade.